# 무사 쿠사
무사 무하마드 쿠사(موسى كوسا, 아랍어 발음: [ˈmusaˌkosa], 1949년? ~ )는 리비아의 정치인이자 외교관으로, 2009년 3월부터 리비아 정부의 외무장관으로 있었다. 리비아 사태가 진행 중인 2011년 3월 30일, 카다피 정부의 외무장관 직에서 물러나 영국으로 망명하였다.
쿠사는 이전에 1994년부터 2009년까지 리비아 정보부 (Libyan intelligence agency)의 수장으로 있었던 경력이 있으며, 리비아의 가장 힘있는 인물들 가운데 한 명으로 간주되었다.

## 교육
쿠사는 1978년에 미시간주 이스트랜싱에 위치한 미시간 주립 대학교로부터 사회학 학사 학위를 받았다.